# آندژی اسکشیدلفسکی
آندژی اسکشیدلفسکی (لهستانی: Andrzej Skrzydlewski; ۶ نوامبر ۱۹۴۶ – ۲۸ مهٔ ۲۰۰۶) کشتی‌گیر اهل لهستان بود.